# Lomtalanítás Magyarországon

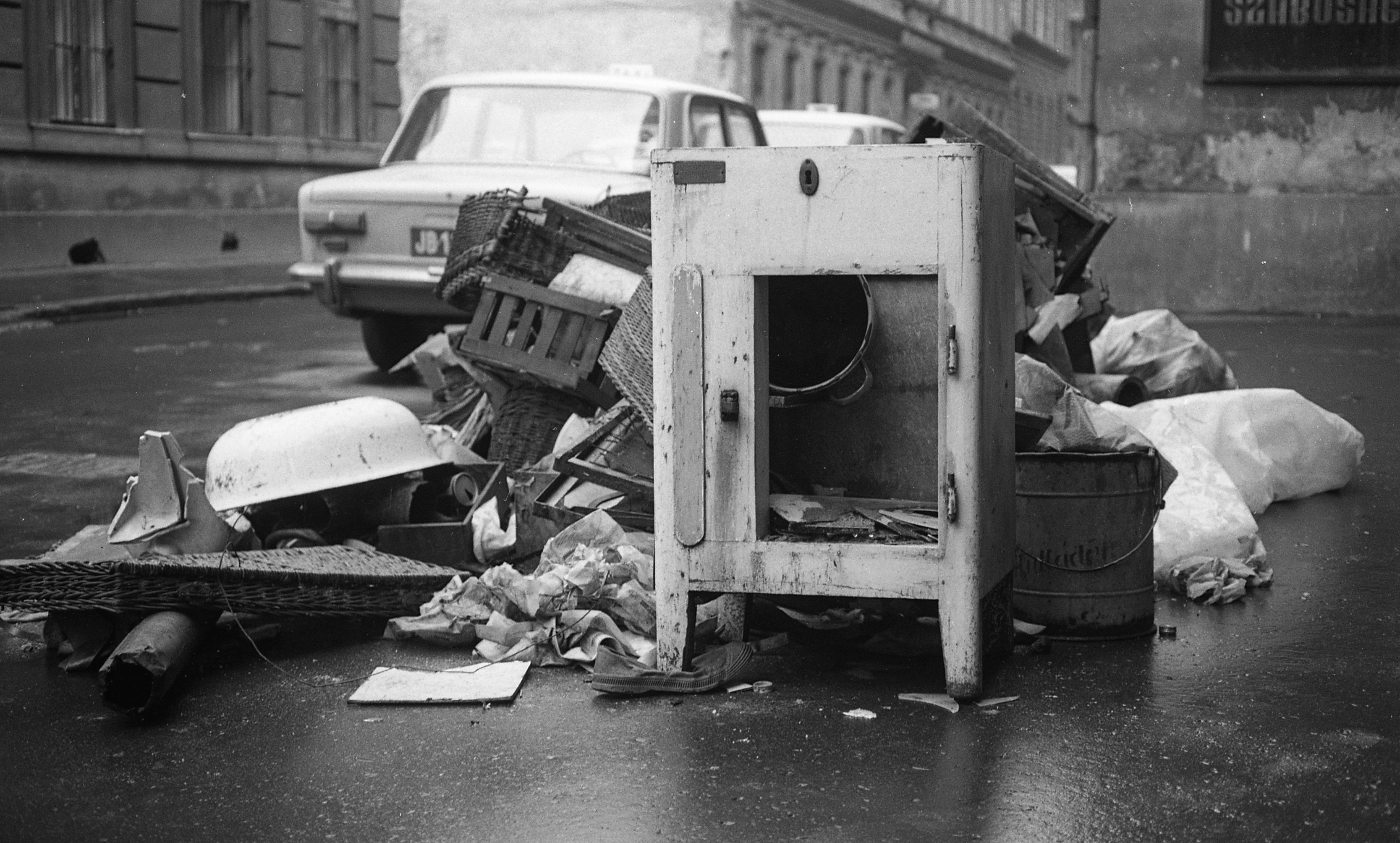
Lomtalanítás a budapesti Nagy Diófa utcában 1979-ben

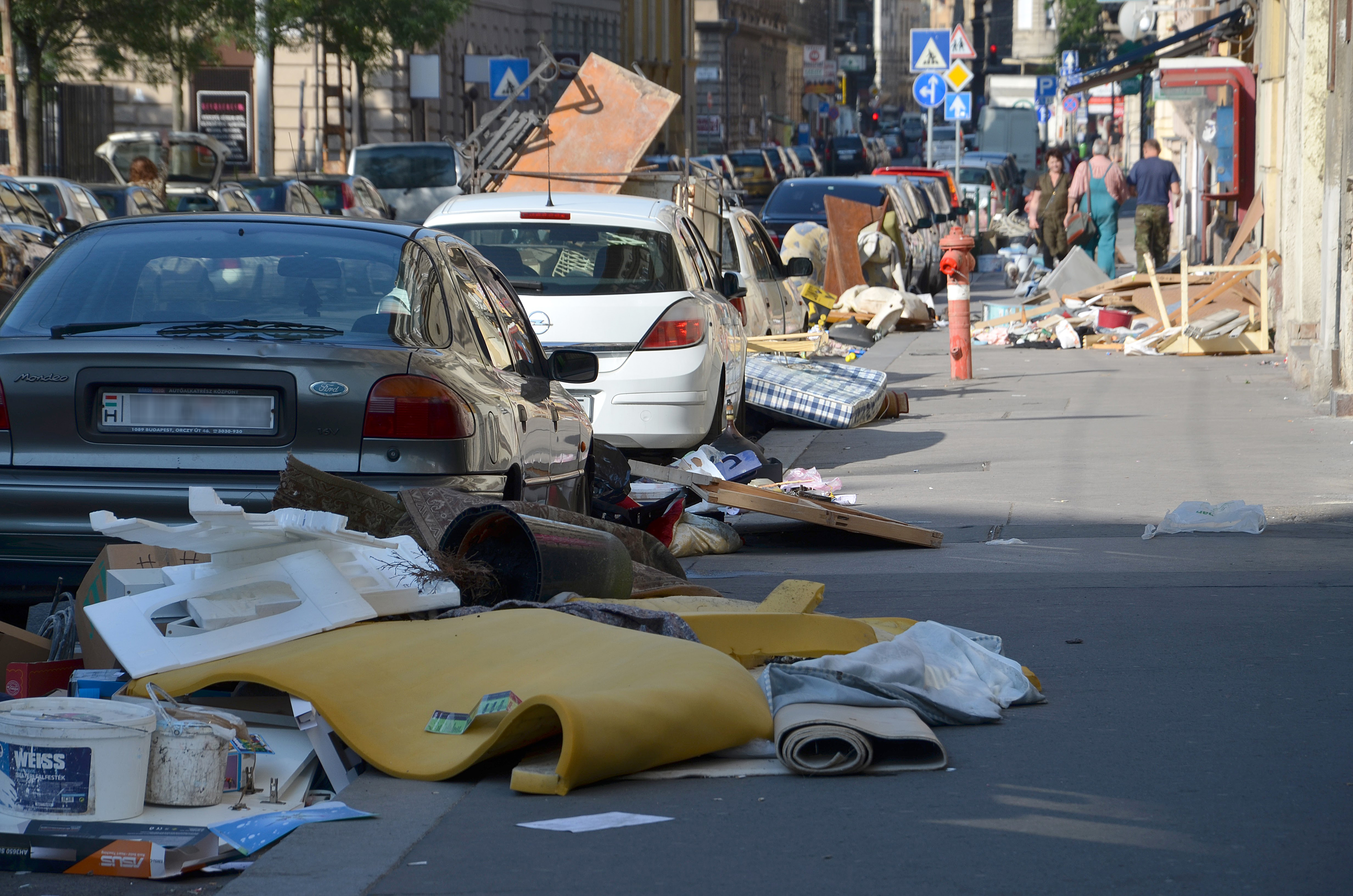
Lomtalanítás a Budapest VII. kerületi Wesselényi utcában 2014-ben

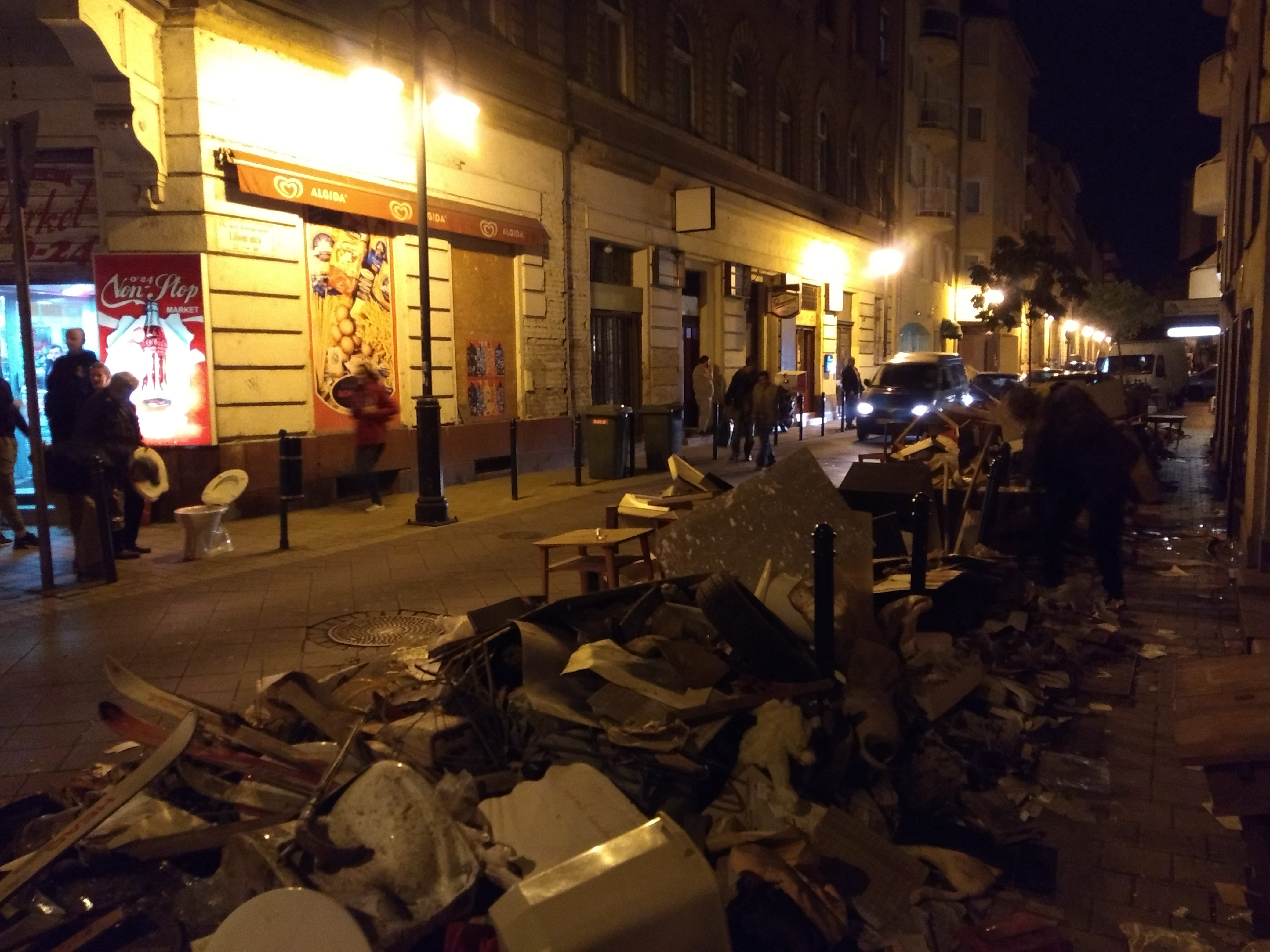
Lomtalanítás a Budapest IX. kerületi Liliom utcában 2018-ban

Az alábbi szócikk a rendszeres éves lakossági lomtalanítások magyarországi gyakorlatáról szól. Összetett humán tevékenységként a fogalma az egzakt hulladékgazdálkodási módszertanok mellett szociológiai és urbanisztikai tárgyköröket egyaránt érint. 

## Fogalma
A lomtalanítás fogalma alatt elsősorban a nagydarabos háztartási hulladék, azaz a nem természetes formában lebomló, de nem is építési hulladékok elszállítását értik. A lomtalanítás lehet alkalmi, esetleges jellegű egy-egy magánszemély költöztető-lomtalanító vállalat felé intézett kérése esetén, és lehet rendszeres, szervezett formájú (általában településenként-településrészenként évi 1 alkalommal).
Ez a szócikk a szervezett lomtalanításokra helyezi a hangsúlyt.
A lomtalanítás nem összekeverendő – az ugyancsak az FKF által intézett – kommunális szemét melletti állandó szelektív hulladékgyűjtéssel, a hulladékudvarok működésével, és az alkalmi karácsonyfamaradványok elszállításával.

## Története
A lomtalanítás, a lakóházak és egyéb épületek padlásain felhalmozódott tűzveszélyes lomok kiürítése és összegyűjtése az 1930-as évektől központilag szervezett megelőző tűzrendészeti tevékenység volt. Ennek eljárásrendjét, végrehajtását és ellenőrzését a tűzrendészeti törvényhez 1936-ban kiadott belügyminisztériumi rendelet szabályozta. Háborús időkben különösen fontos volt, hogy a lakók és a bérlők eleget tegyenek padláslomtalanítási kötelezettségeiknek, amelyek elvégzését a házőrségparancsnok ellenőrizte. A tűzvédelmi szempontú lomtalanítás kötelezettsége a második világháború után is érvényben maradt, jóllehet, 1951-ben egy újabb belügyminiszteri rendelettel előírták, hogy a tűzrendészeti szervek a lomtalanítási kötelezettségekre hivatkozva nem állhatnak útjába a padlásokon kialakítandó gabona-szükségtárolók kialakításának.
1953-ban a helyi ipari minisztérium 2223/1953. számú utasításában a szervezett lomtalanítás új formát kapott: a fémgyűjtés szolgálatába állították. Ennek szellemében a fővárosban és a megyékben hulladékgyűjtő bizottságok alakultak, amelyek az úttörők fémgyűjtő tevékenységét koordinálták. Ennek részeként a feladatok közé tartozott a lakóházak lomtalanítása is, amelyet a fővárosi és megyei tanácsok kommunális osztálya ellenőrzött.
Budapesten a Fővárosi Közterület-fenntartó Vállalat ma ismert formájában az évente megtartott lomtalanítási programot 1967-ben indította el kísérleti jelleggel. Abban az évben 5000 m³-nyi nagydarabos hulladékot gyűjtöttek össze. (A Fővárosi Közterület-fenntartó honlapján a lomtalanítás megindulásának éveként 1969 szerepel.) Miután rendszeressé vált az évenkénti lomtalanítás, tizenöt évvel később, 1982-ben már 120 000 m³ lom került ki a fővárosi közterületeire. A gyakorlat azóta folyamatosan működik, és a Fővárosi Közterület-fenntartó Vállalat jogutódja, a Fővárosi Közterület-fenntartó Zrt. (2023-tól: Budapesti Közművek FKF Divizió) végzi.
Bizonyos híresztelések szerint a budapesti lomtalanítások mai (2025) formája 2027-re felszámolásra kerül.
Vidéken a lomtalanításokat a települések helyi hulladékkezelő vállalatok végzik. (2023-tól többségében a MOHU MOL Hulladékgazdálkodási Zrt. vette át ezt a feladatot.)

## Jellemzői
Budapesten a lakosság számára 1-1 helyszínen évente 1 alkalommal kerül sor szervezett lomtalanításra. Ennek időpontja kerületenként (illetve kerületrészenként) eltérő. Az időpontról az FKF levélben, illetve honlapján szokta tájékoztatni a lakosságot.
A szolgáltatás ingyenes.

## Kihelyezhető lomok
Kihelyezhető lomok (Budapest) nagydarabos hulladékok, különösen:
- bútorok
- matracok
- szőnyegek
- bőröndök
- egyéb használati tárgyak

## Nem kihelyezhető lomok
Nem helyezhető ki:
- napi szinten képződő kommunális hulladék (erre a kukák szolgálnak)
- szelektíven gyűjthető, kisebb méretű hulladék (erre a szelektív kukák szolgálnak)
- építési/bontási hulladék
- gumiabroncs
- síküveg
- zöldhulladék (ezeket előre váltott zsákokban lehet más időpontokban kihelyezni)[9]
- nagyobb ipari/szolgáltatási tevékenység során keletkezett hulladék
- veszélyes hulladék (ezeket a hulladékudvarokban lehet leadni)

## Társadalmi vonatkozásai

### Rövid története
A szervezett lomtalanítással párhuzamosan hamar megjelentek az önszervező guberálók, régiséggyűjtők is, akik az éves menetrend ismeretében személyautóval vagy gyalogosan szemlézték végig a házak előtt kihelyezett lomkupacokat.. A Kádár-korszak elején az akkoriban induló nagyszabású lakótelep építésekkel párhuzamosan a régi lakóházak tömeges lebontása miatt a műkincskereskedők számára komoly aranybányának számítottak az évenkénti lomtalanítások. A rendszer hanyatlásának előrehaladtával az 1980-as évek végétől már az állami nagyvállalatok bezárása következtében megnövekedett létszámú munkanélküli és otthontalan emberek tallózó figyelme kísérte a kupacokat. Az ezredfordulót követően az illegális fémkereskedő csoportokat a háztartásban újrahasznosítható tárgyakat pásztázó lakosság egészítette ki, a 2020-as években a visszaváltható műanyag palackokat és alumínium italos dobozokat gyűjtő emberekkel bővülve.

### A „guberálás”
A köznyelv általában „guberálás” (esetleg szleng formában „lomizás”) névvel illeti a lomtalanítások (és a kommunális szemetesek) átkutatását – akár életvitelszerűen éveken keresztül – különféle értékek reményében. A guberálás a szeméthegyek folyamatos átnézésétől terjedhet egy-egy szeméthegy „lefoglalásáig”, akár mások számára anyagi ellenjuttatásért („bérgyűjtés”).
A lomtalanításon való guberálás korábban megengedett volt, de 2013-tól törvénybe ütköző cselekmény. A hulladéktörvény szerint ugyanis „amint az utcára tesszük a felesleges tárgyakat, azok azonnal a Fővárosi Közterület-fenntartó Zrt. tulajdonába kerülnek.” A szabályozás szerint „50 ezer forint alatt a tette szabálysértésnek minősül és 1-60 napig tartó elzárást, illetve 300 ezer forintig terjedő pénzbüntetést kaphat érte. Ha 50 ezer forintnál drágábbnak ítélik azt, amit magához vett, akkor az illető már bűncselekményt követ el. Ha ráadásul mindezt üzletszerűen teszi – és például túlad a lopott tárgyakon, akkor akár két évig terjedő szabadságvesztést is kiszabhatnak rá. Persze nem csak az sérti meg a szabályokat, aki ellop valamit: az is büntethető lesz, aki a lomtalanításkor olyasmit helyez ki, amit nem szabad (például festéket, ás vegyszert, hogyha jelölik, hogy ezt az adott napon nem gyűjtik be), vagy akkor teszi ki a hulladékot, amikor még nem engedélyezett. Ez köztisztasági szabálysértésnek minősül, és akár 150 ezer forintjába is kerülhet az elkövetőnek.”
A jelenség azonban azóta is virágzik, a rendőrség hol szigorúbban, hol enyhébben kezeli az eseteket. A guberálók egy része a jogi következményeket elkerülendő ajándékozási szerződést irat alá a lomokat kihelyező (korábbi) tulajdonosokkal a lomok átadásáról.
A guberálásban résztvevők etnikai összetételéről nincs adat, de sokan általában a magyarországi romákhoz kötik elsősorban, akik az így begyűjtött tárgyakat − gyakran nagyobb mennyiségben, autóval, furgonnal való elszállítás után − utólagosan, bolhapiacokon, MÉH-telepeken, az internetes kereskedelemben és egyéb helyeken próbálják meg értékesíteni. Mások saját használatra gyűjtenek kincseket. A faanyagot némelyek azért keresik, hogy fűtési költségeiket a téli tüzelőanyag megvételének elkerülésével csökkentsék.
A guberálók nem minden esetben az adott környékről (településről) érkeznek. Nem ritkaság az, hogy más vidékekről keresik fel a lomtalanításokat.
A guberálás megítélése közegtől, személyektől függően eléggé eltérő. Egyesek szerint a guberálók a „fogyasztói társadalom körforgásának fontos szereplői”. „A kidobott holmik, melyeket a pincék mélyéről, lakások félreeső zugából hoznak elő évről évre az emberek – mert már nem kell, mert van új –, a lomizóknak köszönhetően kerül vissza, így vagy úgy, a rendszerbe.”
Enyhébb megfogalmazással jelentős számban vannak, akiknek a guberálás megélhetési (vagy megélhetés-kiegészítési) forrást nyújt, másoknak pedig közvetetten jelentős értékeket ment meg.
Sokan rossz szemmel nézik a tevékenységet. Kaposvárott például a lakosság egy része meglehetősen ellenséges a guberálókkal. Szerintük a guberálók „azon kívül, hogy hangosak, zajosak és minden utcában a félreállított autóikkal és utánfutóikkal találkozni, rendszerint a gondosan – persze vannak kivételek – a szemetesek mellé helyezett lomokat szanaszét szórják a területen, hogy valami használható holmit találjanak köztük.”
Egyesek a bűnözéssel kötik össze a guberálást: arra hivatkoznak, hogy előfordult, hogy guberáló cigány nők szexuális tevékenység nyújtása címen idős emberek lakásába jutottak ilyen alkalmakkor, és kirabolták azokat, vagy közönséges betörők vegyültek a guberálók közé. Mások a szeméthalmokért folyó verekedéseket, késeléseket, baltás támadásokat róják fel a guberálóknak. Egy esetben a lomok felgyújtásáról is tudni.
Ugyanakkor akadnak olyan vélemények is, amelyek látva a bajokat, azok felelőseivé nem elsősorban a guberálókat, hanem a lomtalanítások mai formáját helyezik. Szerintük a házhoz menő, személyes lomtalanítások bevezetése lenne a megoldás.

### Lomtalanításokon talált tárgyak
Habár a fentiek részletesen szabályozzák, hogy mi (és mi nem) kerülhet ki az utcára, a valóságban ettől jóval eltérő a kép, mivel gyakorlatilag senki nem tudja szabályozni, hogy a több ezer háztartásból ki-mikor-pontosan-mit-is helyez ki a lakása elé (vagy esetleg hord oda más helyről). A bútorok, berendezési tárgyak mellett olykor különös dolgokat találtak már lomtalanítások alkalmával az utcákon.
Kevésbé meglepő (de részben nem kihelyezhető tárgyak): videókazetták, könyvek, DVD-k, jelzőtáblák, babaruhák, gyerekjátékok, cipők, fali- és karórák, porszívók, biciklik, faanyag, fémhulladék, papíranyag, használt akkumulátorok, műanyag vödrök, hűtőládák, mikrohullámú sütők, lyukas szivacsok.
Ritkább, érdekesebb tárgyak: kézigránát (vagy csak annak látszó tárgy), koporsó.
A városi legendák előszeretettel épülnek a lomtalanításokon talált nagy értékű tárgyak köré. Eszerint találtak már Rippl-Rónai József-féle festményt, Perlrott-Csaba Vilmos-féle festményt, 250 ezer eurót (2018-as árfolyamon nagyjából 75-80 millió forintot) egy köntösben, bútorritkaságokat, Hubay Miklós Tüzet viszek című drámájának kéziratát, drága hangszereket. Egy lomtalanításon (Budapest XII. kerület) tevékenykedő személy 180 gramm tömegű 18 karátos aranyról számolt be, ismerőse pedig állítólag évekkel korábban Kőbányán egy cipősdobozban talált közel 17 millió forintnyi értékű eurót, más egy zoknikkal teli dobozban 4 millió forintot. Valaki egy régi kabát zsebében „csak” egy 10 000-esre lelt.
Ismert tény, hogy 5000 db, nagyrészt lomtalanításokon talált fénykép digitalizálásával kezdődött az azóta világhírűvé vált magyar honlap, a Fortepan története 2000-ben.
Ugyan nem magában az utcára helyezett lomok között, hanem arra elkészülve, egy évek óta használaton kívül álló, Budapest-óbudai épület kilomtalanítása során 2022 júniusában egy mumifikálódott emberi holttestre bukkantak.

## Irodalmi feldolgozások
- Csukárdi Sándor: Egy lomtalanítás naplója (novella)